# Samuel Ferdinand Arsenius
Samuel "Sam" Ferdinand Arsenius, född 10 juli 1857 i Örebro, död 23 februari 1912 i Matteus församling i Stockholm, var en svensk konstnär, författare och militär.

## Biografi
Samuel Ferdinand Arsenius var son till konstnären John Arsenius. Liksom fadern förenade han kavalleriofficerens tjänst med konstnärskapet. Han var en entusiastisk hästälskare och målare av hästmotiv. Han hade dock inte samma konstnärliga begåvning som sin bror Georg. Han skrev konstkritik bland annat i Hvar 8 Dag och var även en ivrig sportentusiast och publicerade sportreferat i Ny tidning för idrott.
Arsenius finns representerad vid bland annat Nationalmuseum i Stockholm. Han är begravd på Uppsala gamla kyrkogård.

## Bilder

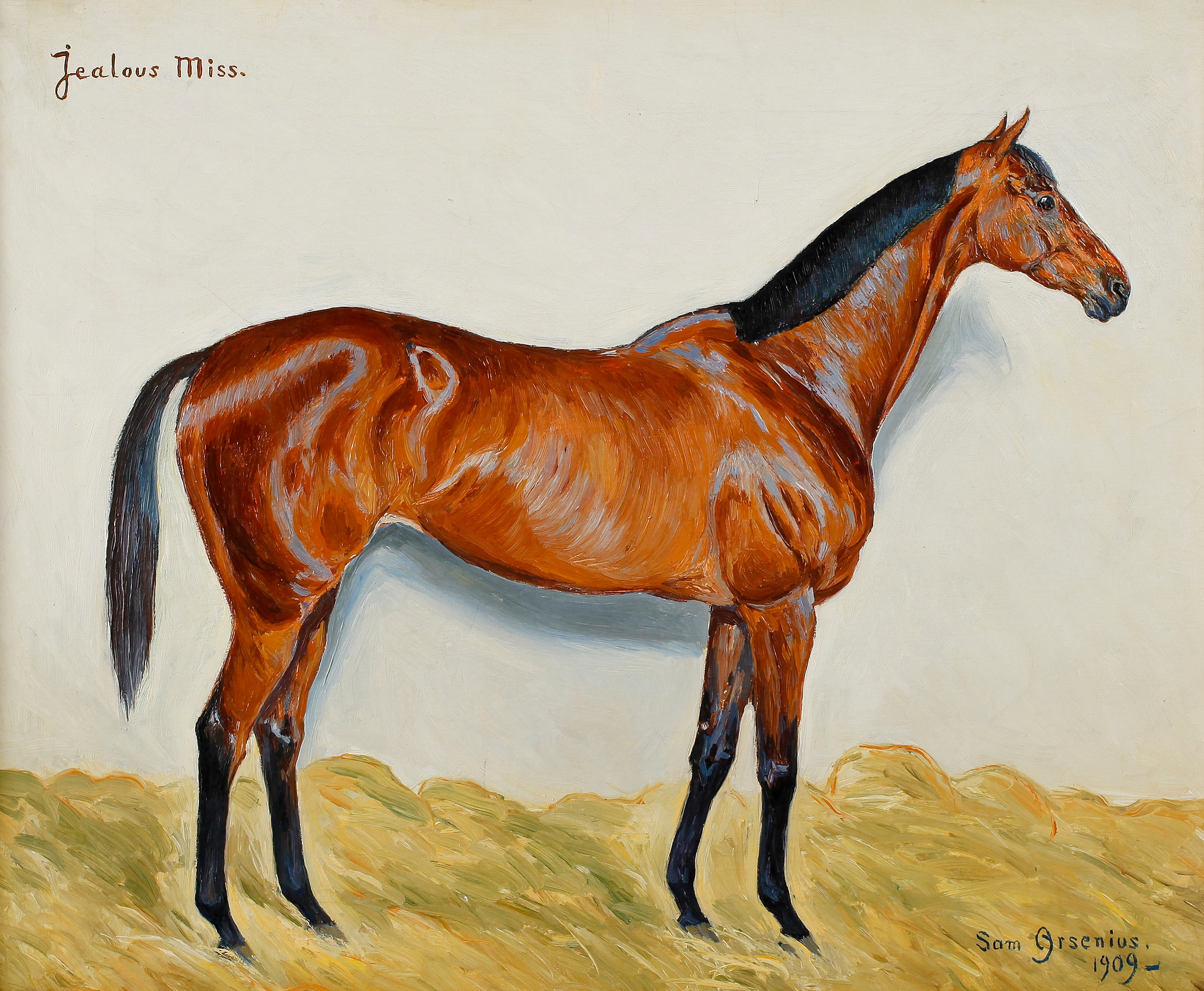
Jealous Miss, 1909
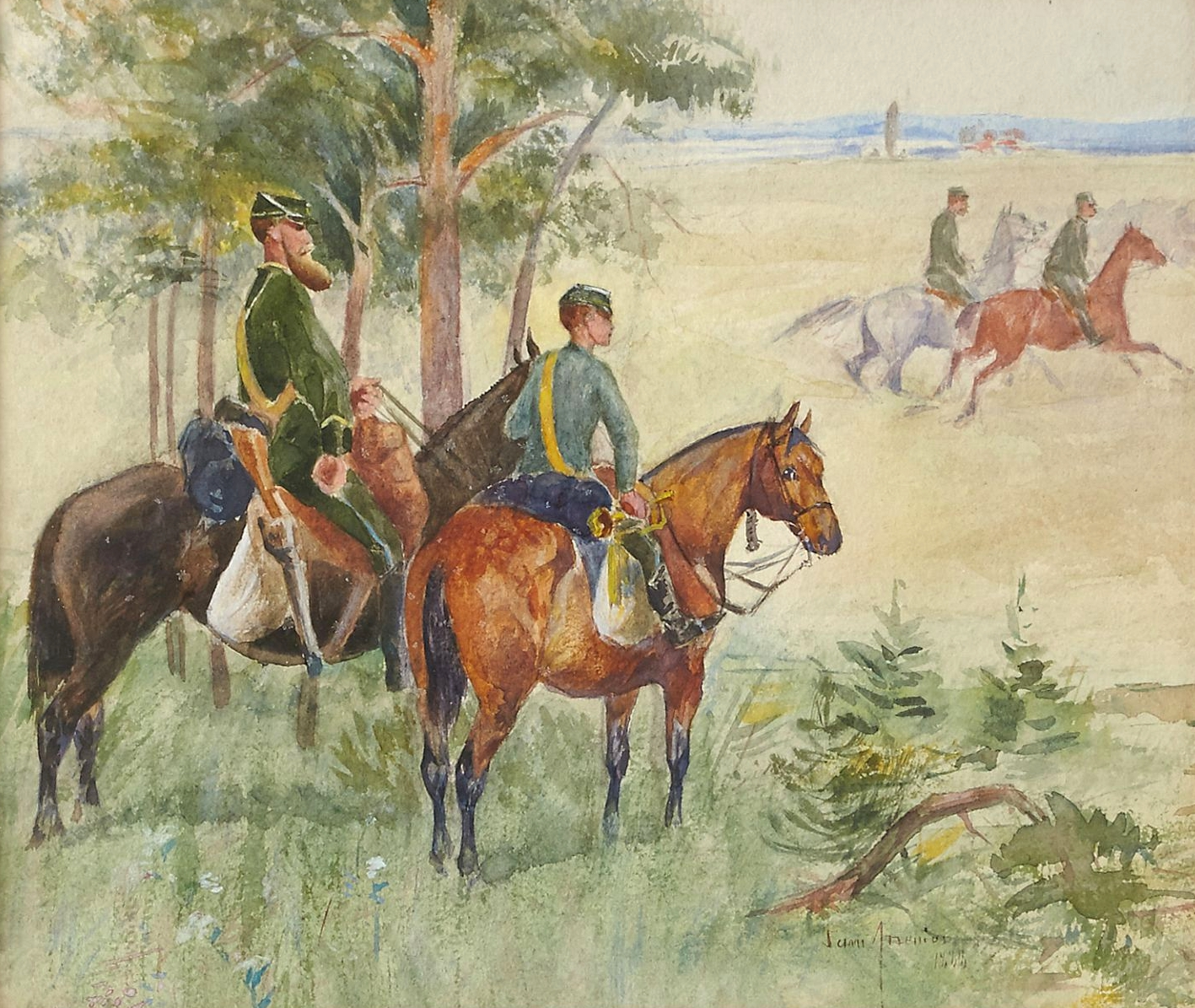
Hästscen Frösön Östersund, 1888